# Mélykút
Mélykút je vas na Madžarskem, ki upravno spada pod podregijo Jánoshalmi Županije Bács-Kiskun.